# Phil Griffin
Phil Griffin (...) è un regista statunitense, specializzato in video musicali.

## Carriera
Phill Griffin ha collaborato con Amy Winehouse, nella creazione del video di Rehab, You Know I'm No Good e Back to Black. Per il video del primo brano, è stato scelto un vecchio ospedale decadente come ambientazione, con la band della cantante che suona in vestaglia e pigiama. Inizia con la cantante che si alza dal letto e va in bagno. Durante la seconda strofa è su una sedia nell'ufficio di uno psichiatra. Al termine del video, la Winehouse si siede sul letto con la sua band accanto.
In You Know I'm No Good si vede la cantante in numerose ambientazioni, tra cui un bar, una camera da letto ed una vasca da bagno. La trama è basata sulla relazione della Winehouse con il personaggio maschile. Nel video di Back to Black, interamente in bianco e nero, Amy va al funerale del suo cuore infranto dopo la separazione dal marito. Si alternano scene in una casa e in una macchina (probabilmente il carro funebre) all'inizio, verso la fine Amy guida il corteo fino al cimitero, e alla fine del brano, la Winehouse getta un cumulo di terra e una rosa bianca sulla tomba, subito dopo appare la scritta "Riposa in pace, cuore di Amy Winehouse".
Griffin ha inoltre collaborato con Natasha Bedingfield per Angel; il video musicale per il singolo è stato pubblicato il 10 settembre 2008 tramite il sito ufficiale della stazione televisiva VH1 Vh1.com. Il Clip mostra l'artista passeggiare per le stanze affrescate. Nel videoclip vengono utilizzati effetti speciali per mostrare un duplicato della cantante come se fosse un angelo.